# Retrato helenístico

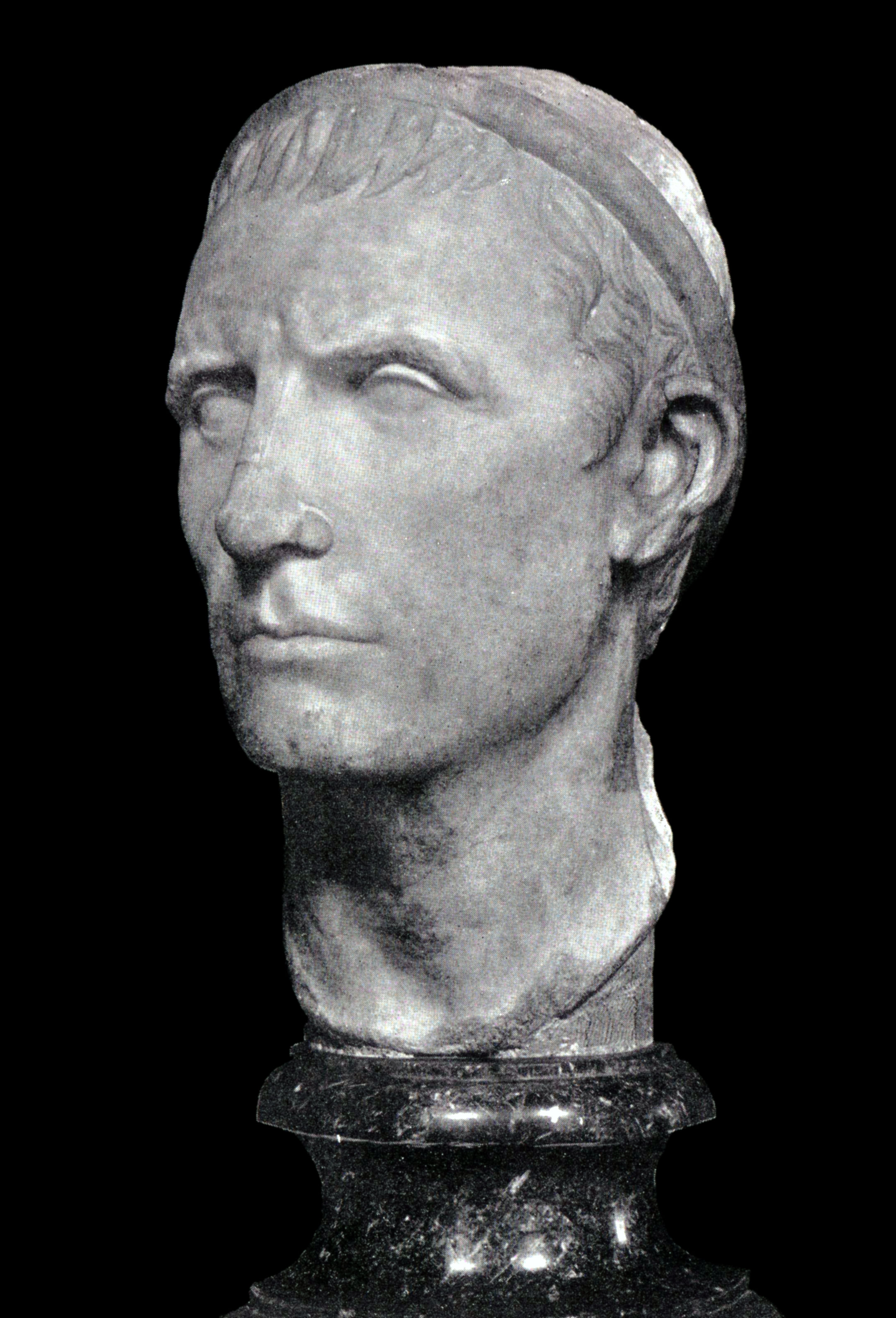
Antíoco III.

El retrato helenístico es uno de los más importantes desarrollos del arte griego antiguo. En la época helenística se dio una notable producción de retratos fisonómicos (los que reproducen las facciones reales del retratado) en los que también se buscaba la penetración psicológica. Fundamentalmente fueron esculturas (muchas de las cuales se han conservado, bien los originales, bien copias de época romana), aunque también hubo pinturas (perdidas prácticamente en su totalidad). Desde la Antigüedad, la fuente literaria principal para el tema es la obra de Plinio el Viejo.
Aunque la idea de retrato fisonómico como alternativa a la representación de una figura ideal (realismo en el arte frente a idealismo en el arte) surge en Grecia a finales del siglo VI (grupo escultórico de los tiranicidas Harmodio y Aristogitón), y continúa en algunas obras del siglo V (incluyendo el polémico autorretrato de Fidias) y el IV, sobre todo en la Atenas entre 380 y 330 a. C. (donde se levantaron monumentos a personajes célebres del pasado, de facciones individualizadas, pero imaginadas), el concepto es mucho más propio de la escultura helenística, sobre todo fuera de Atenas, donde se impone un dramatismo expresivo. La técnica del retrato helenístico fue atribuida por Plinio el Viejo a Lisístrato de Sición, hermano de Lisipo, quien habría por primera vez sacado sobre su propio rostro un molde en yeso que luego, pasado a cera, retocó hasta obtener la mayor perfección en el parecido, que se podía pasar al bronce. Las obras así creadas tenían tanto corrección formal como compositiva según el gusto helenístico, que aceptaba los aspectos característicos de los cuerpos de hombres y mujeres, niños y ancianos reales, que nunca tienen todos los rasgos de la "belleza ideal" clásica, incluyendo las imperfecciones y deformidades o los rasgos inmaduros o seniles. 
Hasta el siglo IV a. C. la creación de efigies se valía de trazos somáticos idealizados, considerados retratos "tipológicos" (donde se reconocen algunos atributos de la categoría de los individuos). Predominaba en ellos la función colectiva del arte, al servicio de la polis antes que del individuo, lo que llevaba a prohibir la exposición pública de imágenes "privadas", consintiendo únicamente las explícitamente aprobadas de hombres considerados ilustres.
Hasta el tardo-helenismo la estatuaria griega usó solo figuras de cuerpo entero, o como mucho en épocas tardías o áreas periféricas, la media figura, sobre todo en el ámbito funerario. Las cabezas que han llegado hasta la época moderna son fruto de las copias romanas, dado que esta tipología era muy demandada entre romanos e itálicos en general. También se copiaban las cabezas sobre hermas a partir de esculturas de cuerpo entero.

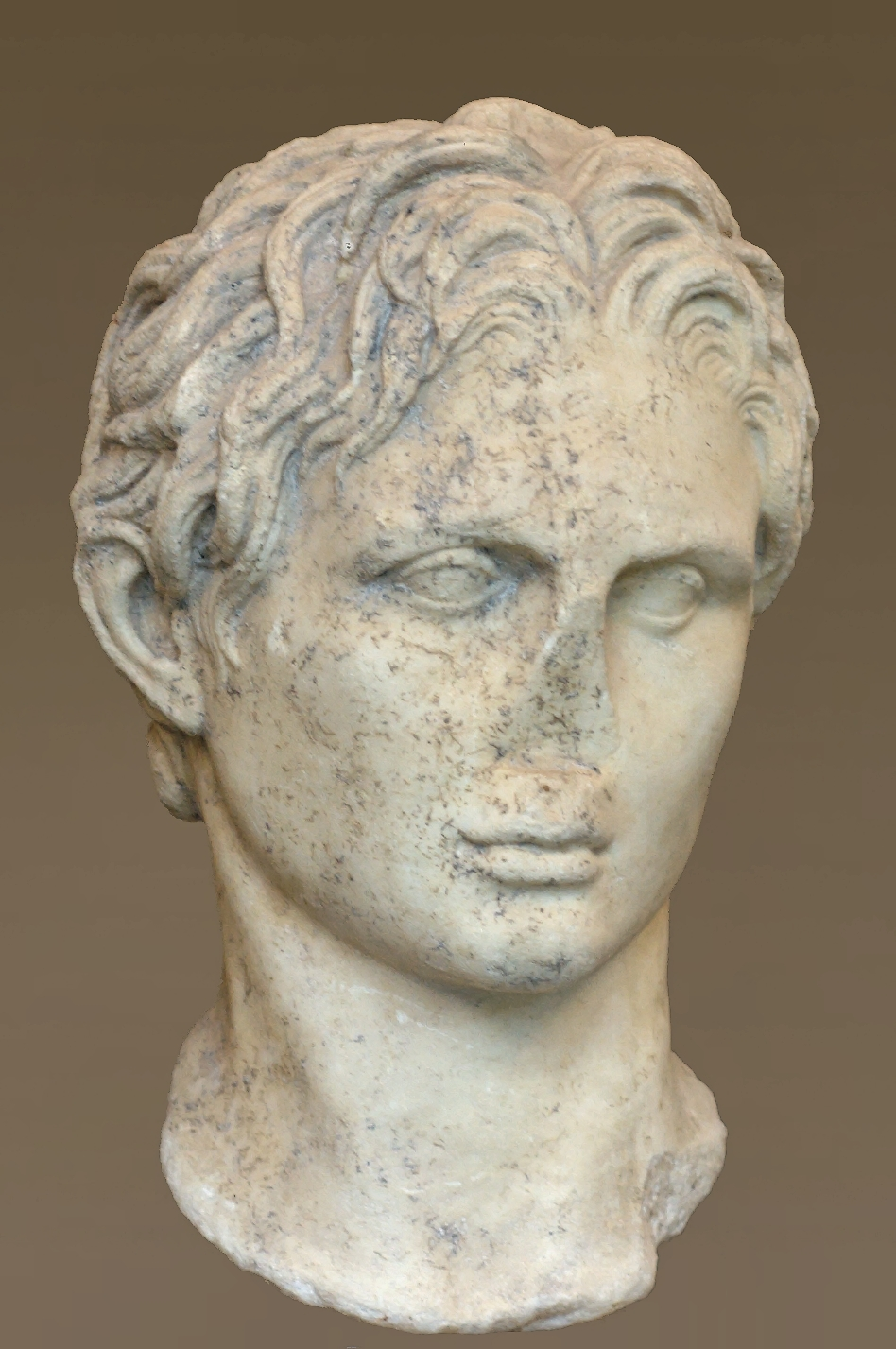
Alejandro Magno "tipo Scwarzenberg" (Gliptoteca de Múnich).

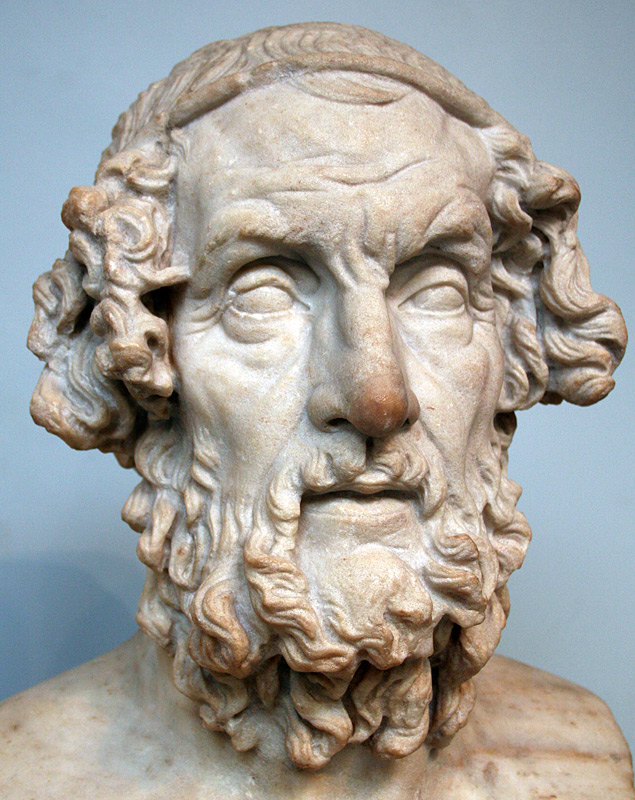
Homero ciego, copia romana (o) de un original griego que, según Plinio el Viejo, se realizó en el para la biblioteca de Pérgamo, con rasgos imaginarios, siguiendo la tradición que consideraba ciego a Homero. British Museum.

## Lisipo
La gran personalidad de Lisipo y las cambiantes condiciones sociales y culturales hicieron superar las últimas reticencias hacia el retrato fisonómico, de modo que se aceptó la representación fiel de los rasgos somáticos y del contenido espiritual de los individuos. Al realizar el retrato de Alejandro Magno trasformó el defecto físico que obligaba al retratado, según las fuentes, a mantener la cabeza sensibilmente reclinada hacia un lado, en una bella pose en la que miraba al cielo en "un mudo coloquio con la divinidad". Sus obras, muy reproducidas e imitadas, están en la base del modelo de retrato de soberano "inspirado", que no se limitó a la época helenística, sino que pervivió en la época moderna.
A Lisipo o su entorno se atribuyen el retrato de Aristóteles (que debió realizarse todavía en vida del filósofo), el llamado Sócrates tipo II (reconstruido -Sócrates-) y el retrato de Eurípides llamado "de tipo Farnese" (Eurípides Farnesese -Eurípides-), todos ellos caracterizados por una fuerte connotación psicológica coherente con los méritos de las vidas y obras de los retratados.

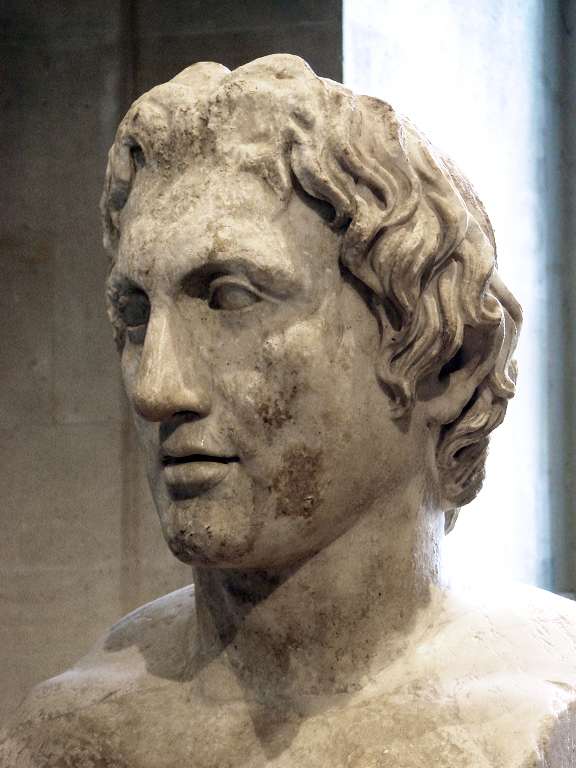
Alejandro Magno "tipo Azara" (Louvre).
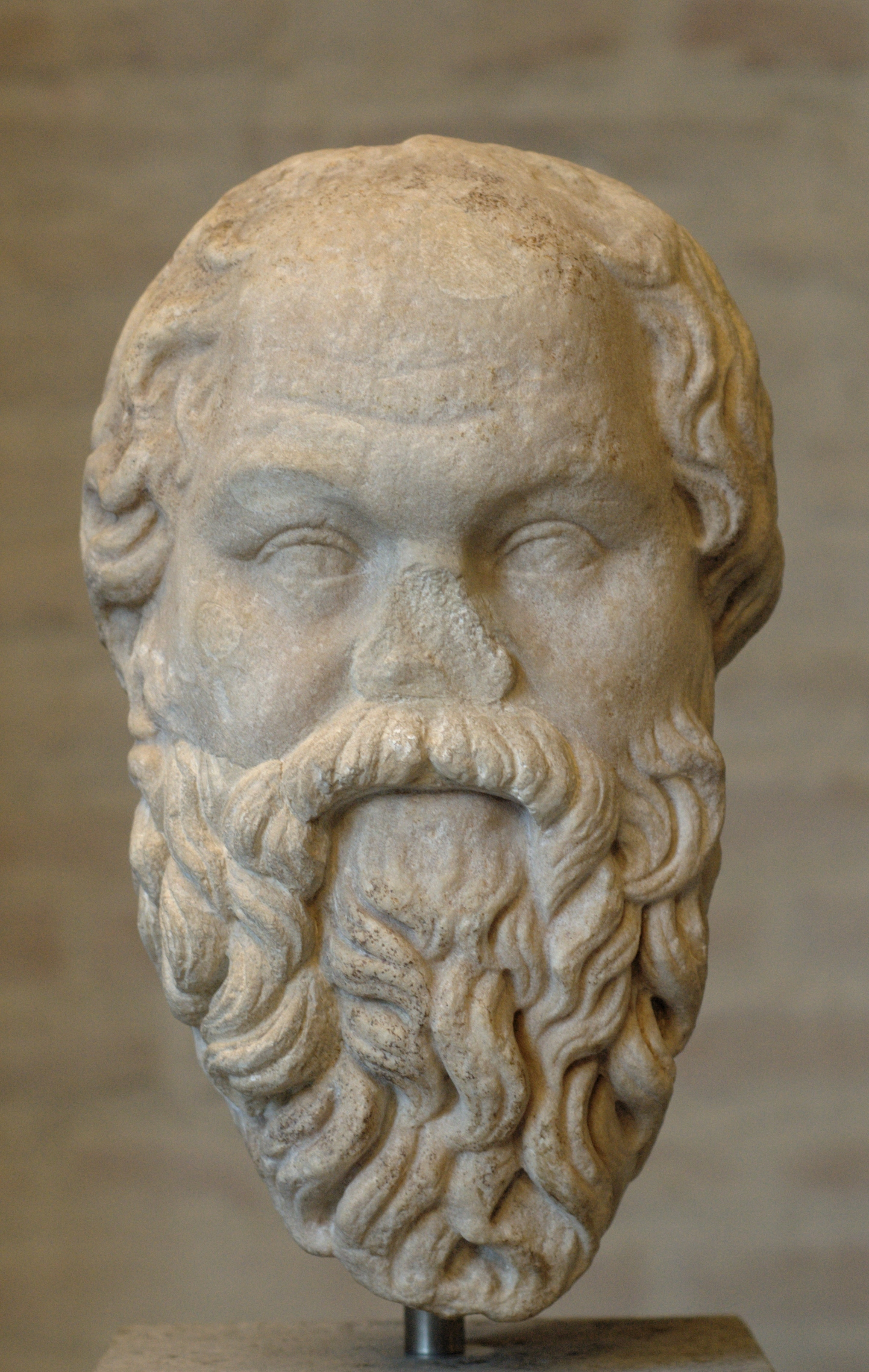
Sócrates II.
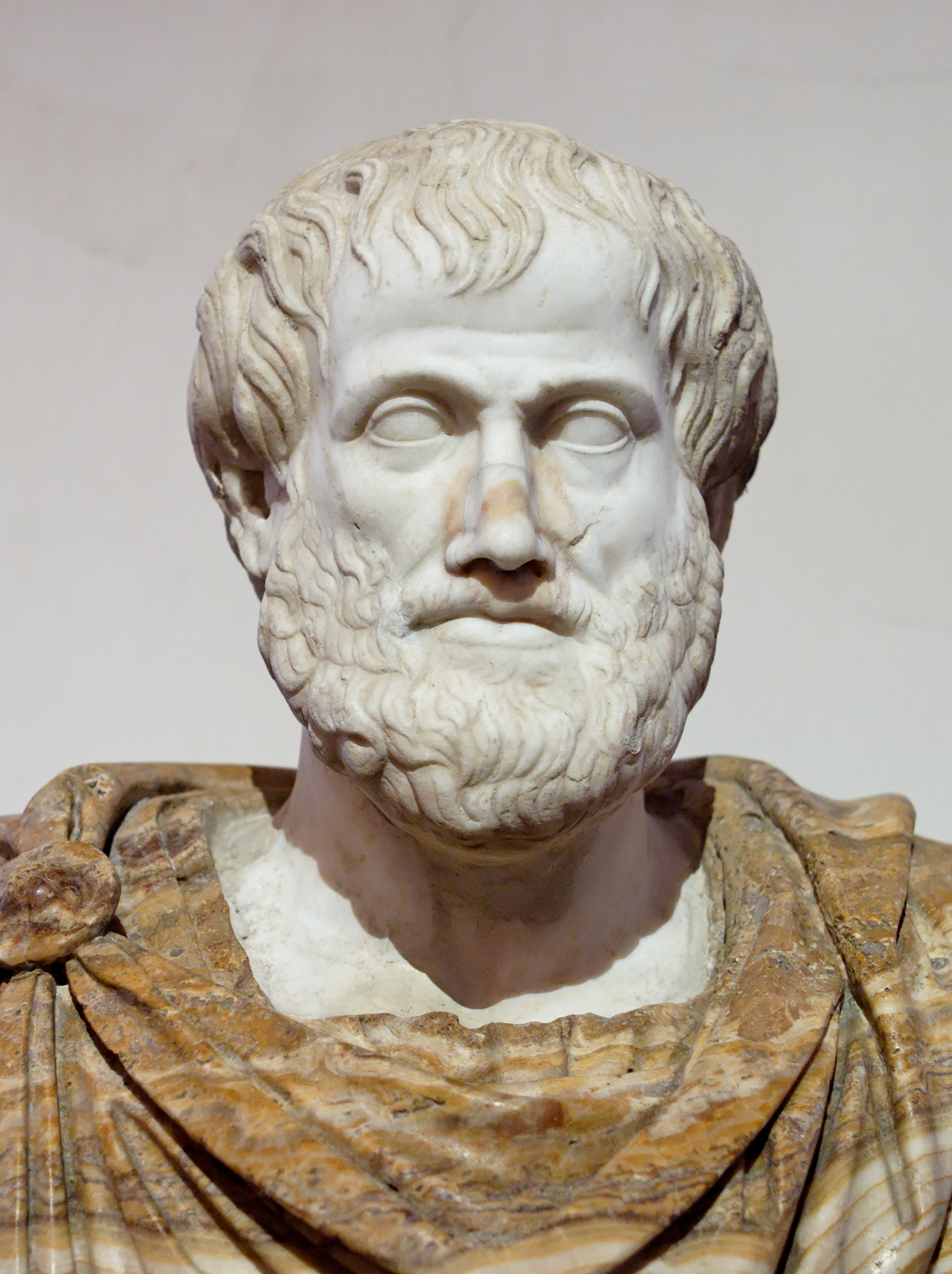
Aristóteles "de Lisipo".
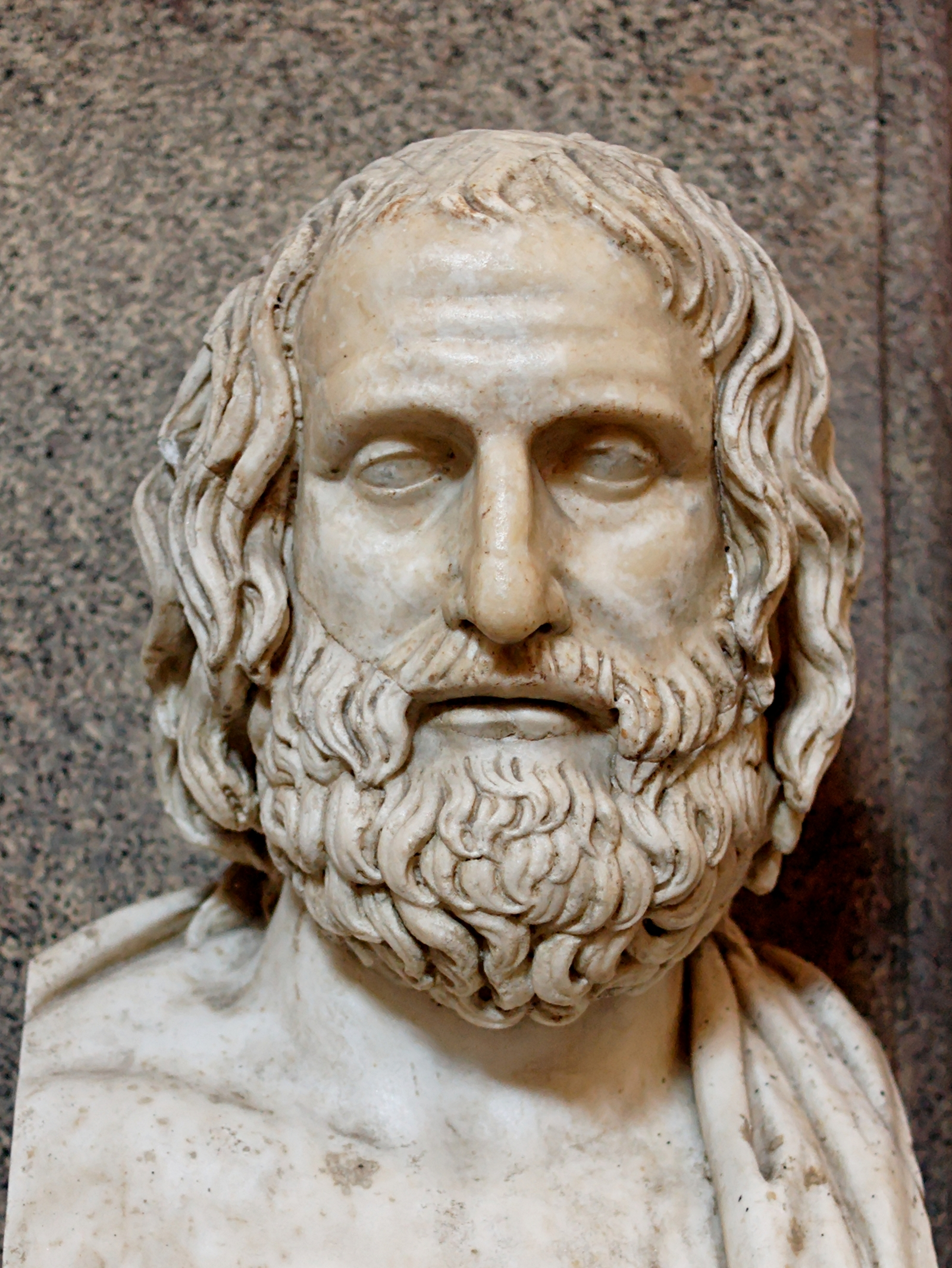
Eurípides Farnese.

## Desarrollo del retrato fisonómico

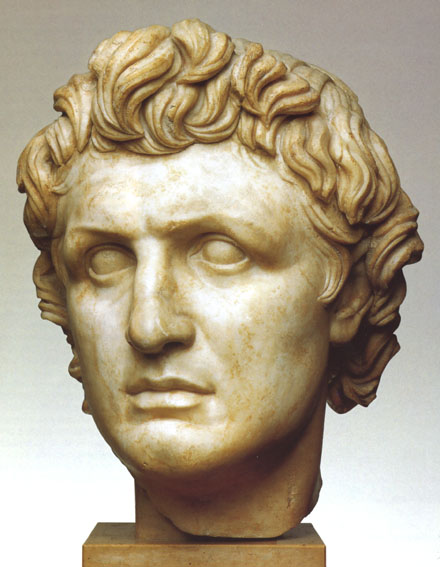
Atalo I.

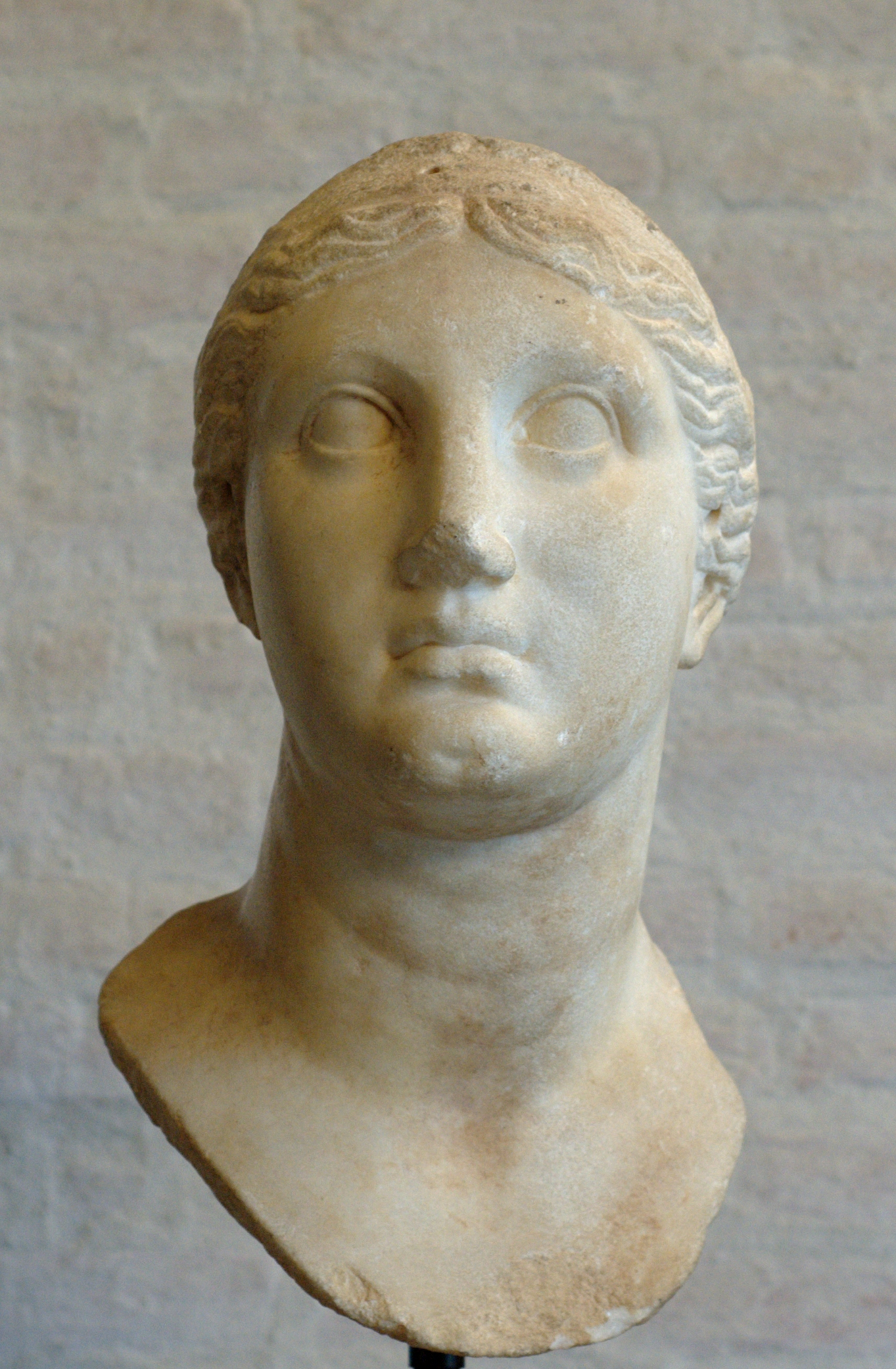
Berenice II.

Tras la época de Lisipo, en los siglos III, II y I a. C., se dio un amplísimo desarrollo del retrato fisonómico griego, que no se limitó a gobernantes y hombres particularmente ilustres, sino también a simples particulares: en el helenismo el arte se había puesto a disposición del individuo y ya no exclusivamente de la comunidad. En ese contexto se difundieron el retrato honorífico y el retrato funerario.
Entre las obras maestras de este periodo están los retratos de Demóstenes (Demóstenes) y Hermarco (Hermarco de Mitilene), basados en el aspecto real de ambos personajes (280-270 a. C.), el llamado anciano 351 del Museo Arqueológico Nacional de Atenas, (ca. 200 a. C.), la cabeza en bronce de Anticitera, llamado "filósofo de Anticitera" (también en el Arqueológico Nacional de Atenas, ca. 180-170 a. C.), el patético retrato de Eutidemo de Bactriana, etc. Ejemplo de verismo es el Pseudo-Séneca de Nápoles (probablemente copia romana de un original griego ca. 200 a. C., que quizá representara a Hesiodo -aunque también se ha propuesto que representara al romano Lucrecio, en cuyo caso su datación habría de ser posterior-).

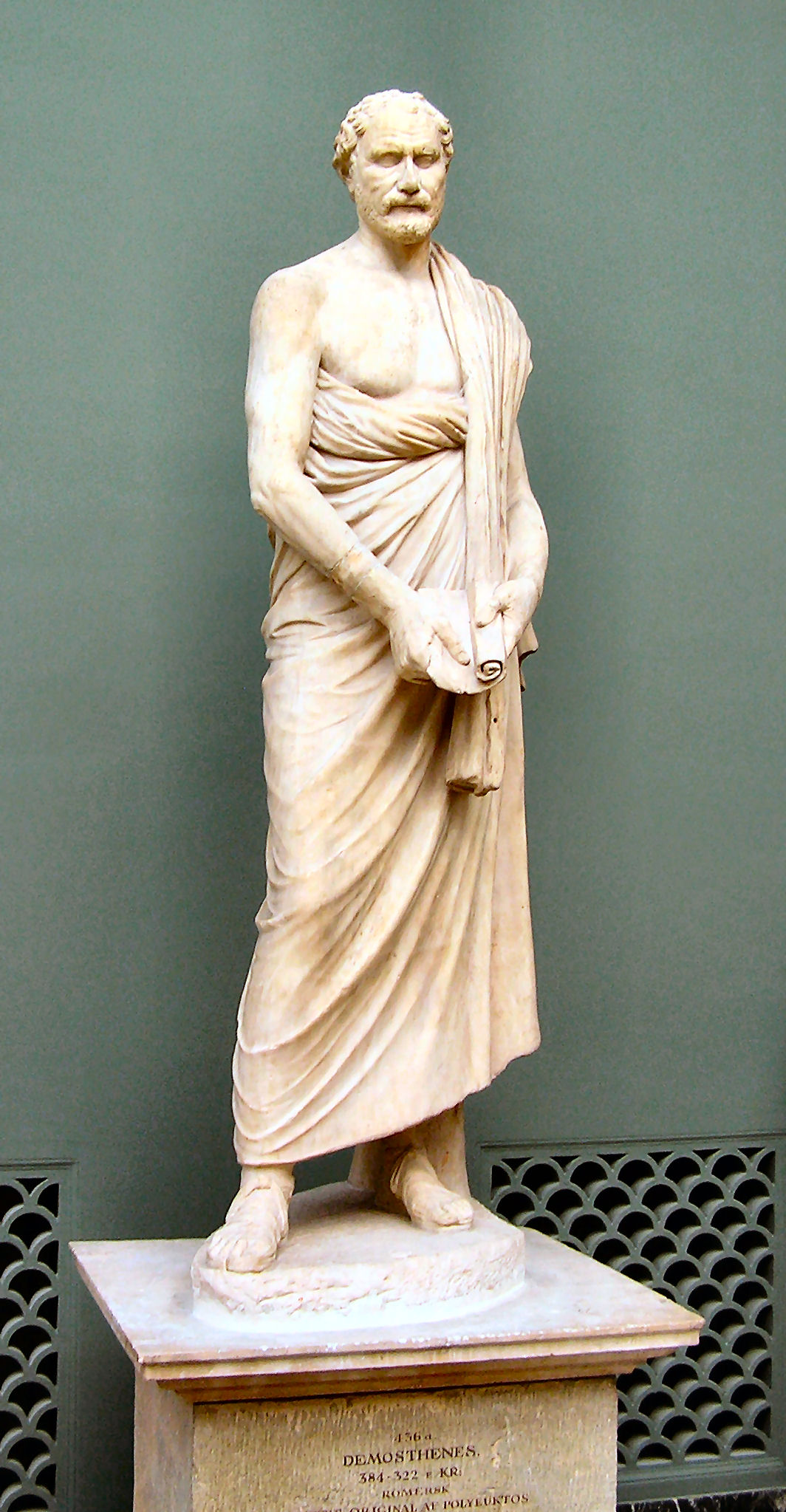
Demóstenes.
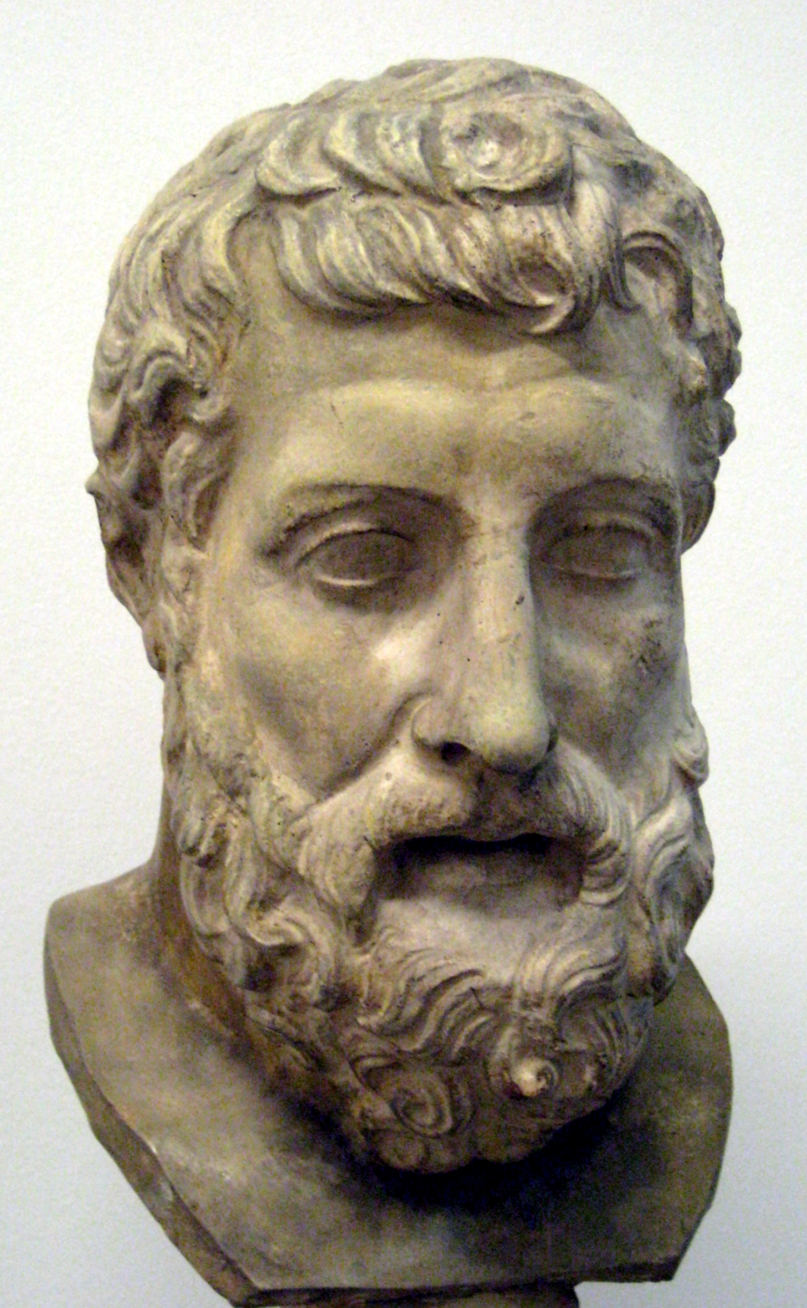
Hermarco.
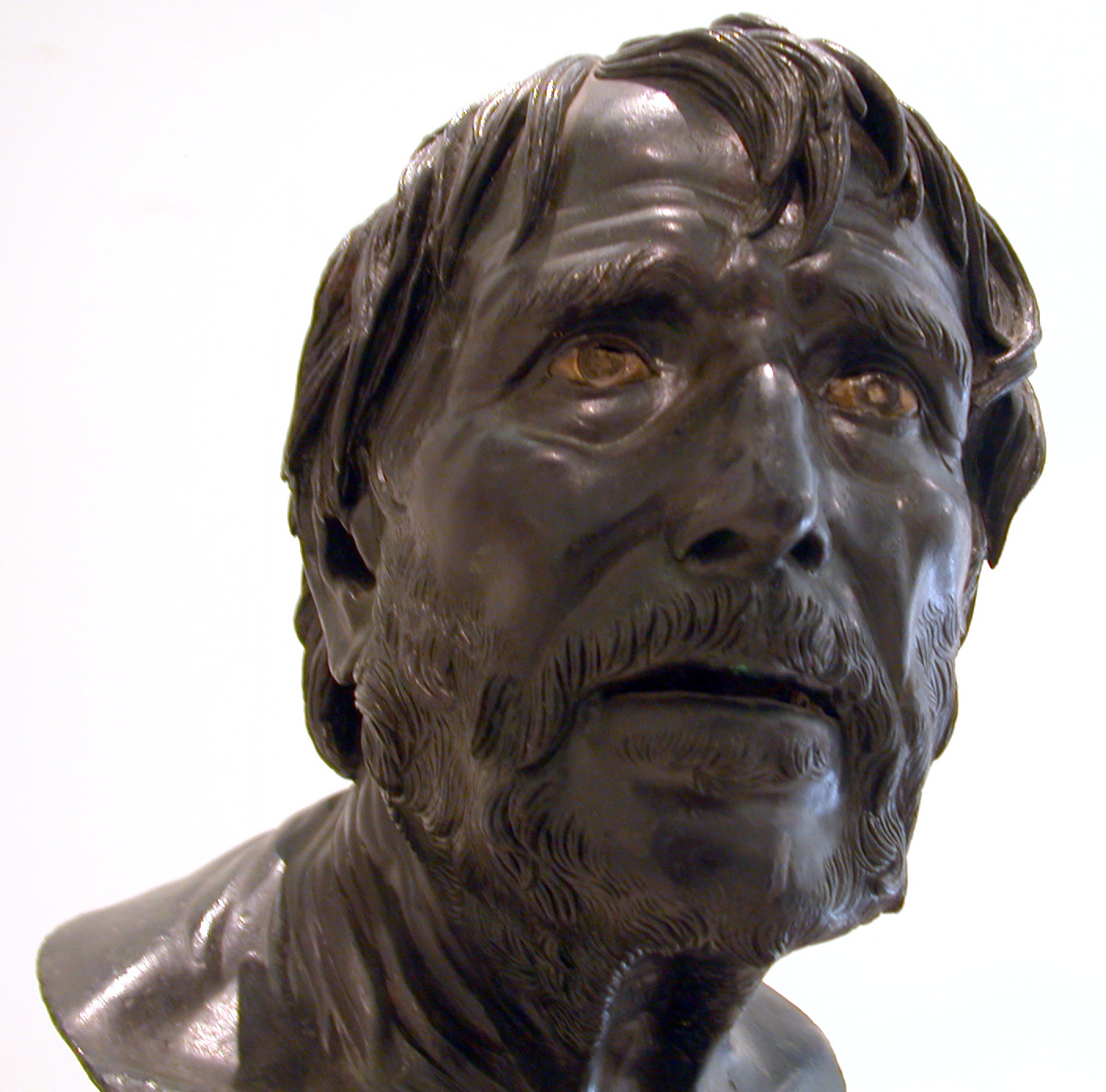
Pseudo-Séneca de Nápoles.
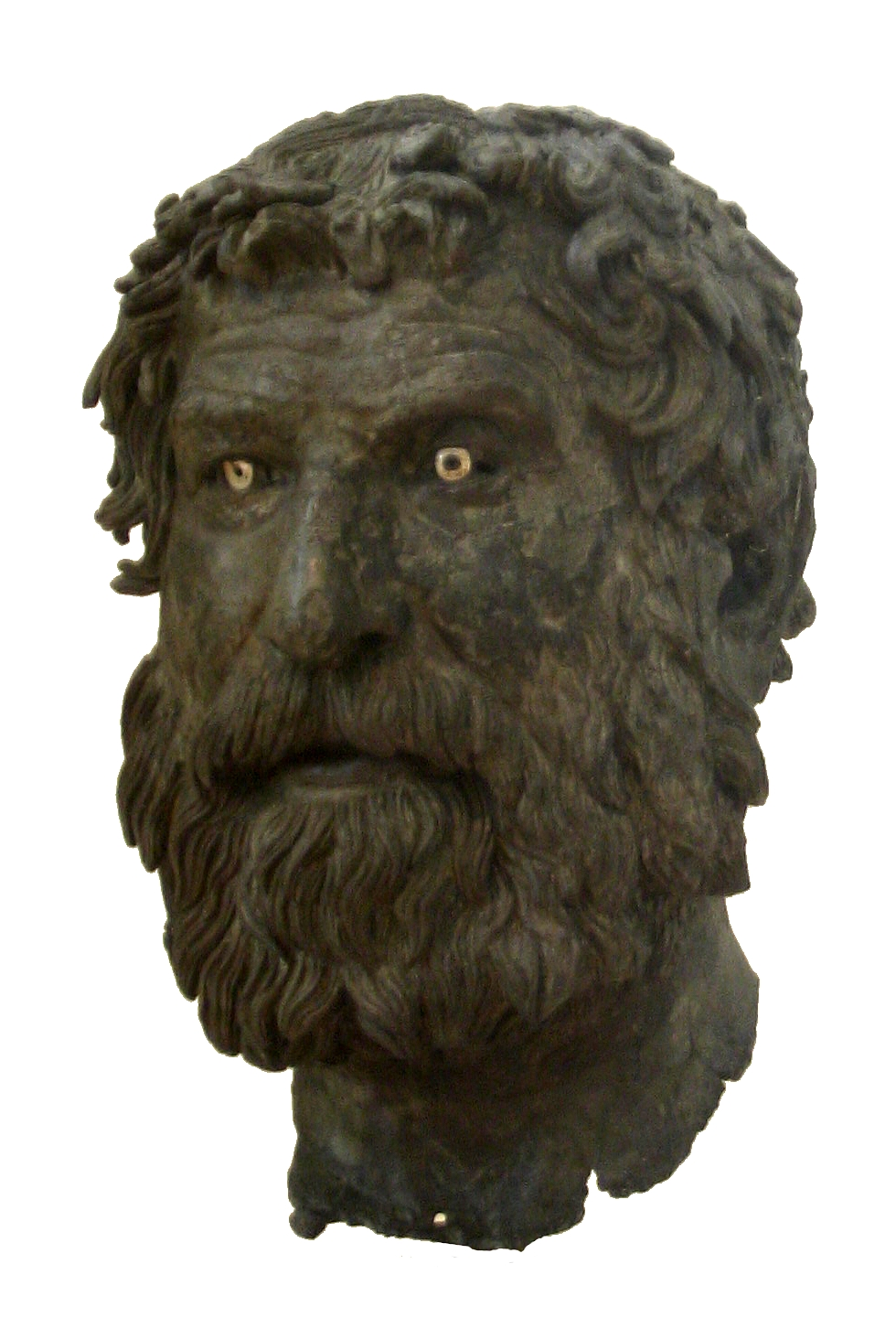
Filósofo de Anticitera.

## Retratística oficial
En los retratos oficiales, en vez de la tendencia más "verista", se privilegiaba dar un aspecto más noble y digno, con expresiones más hieráticas y destacadas, que reflejasen la pretendida ascendencia divina de los gobernantes. Entre los mejores ejemplos están los retratos de Atalo I, Antíoco III de Siria, Ptolomeo III, Berenice II, Ptolomeo VI, Mitrídates VI, etc.
Adscribible a esta corriente también está el bronce llamado de Juba II, semejante a algunos mármoles alejandrinos.

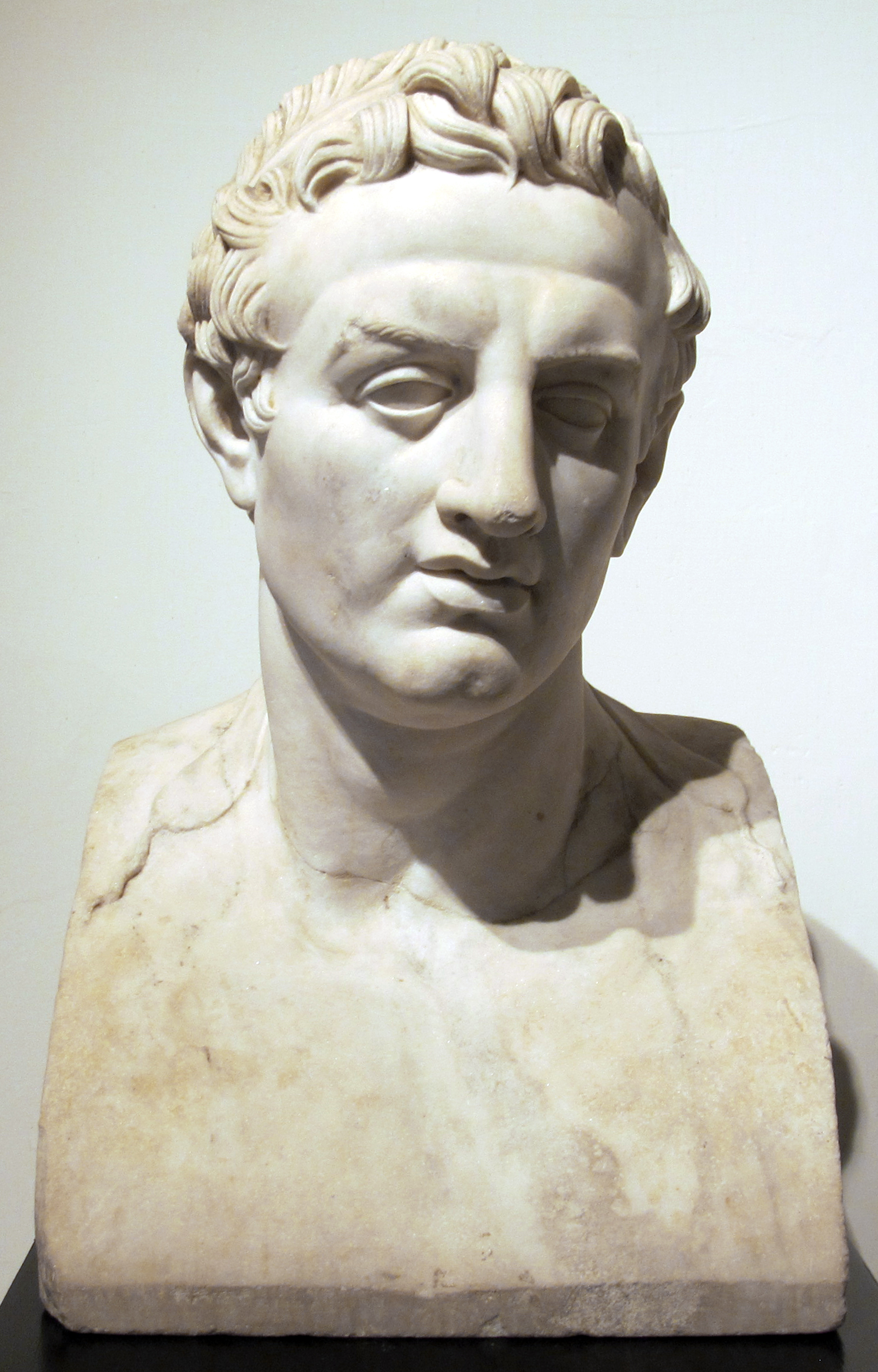
Ptolomeo III.
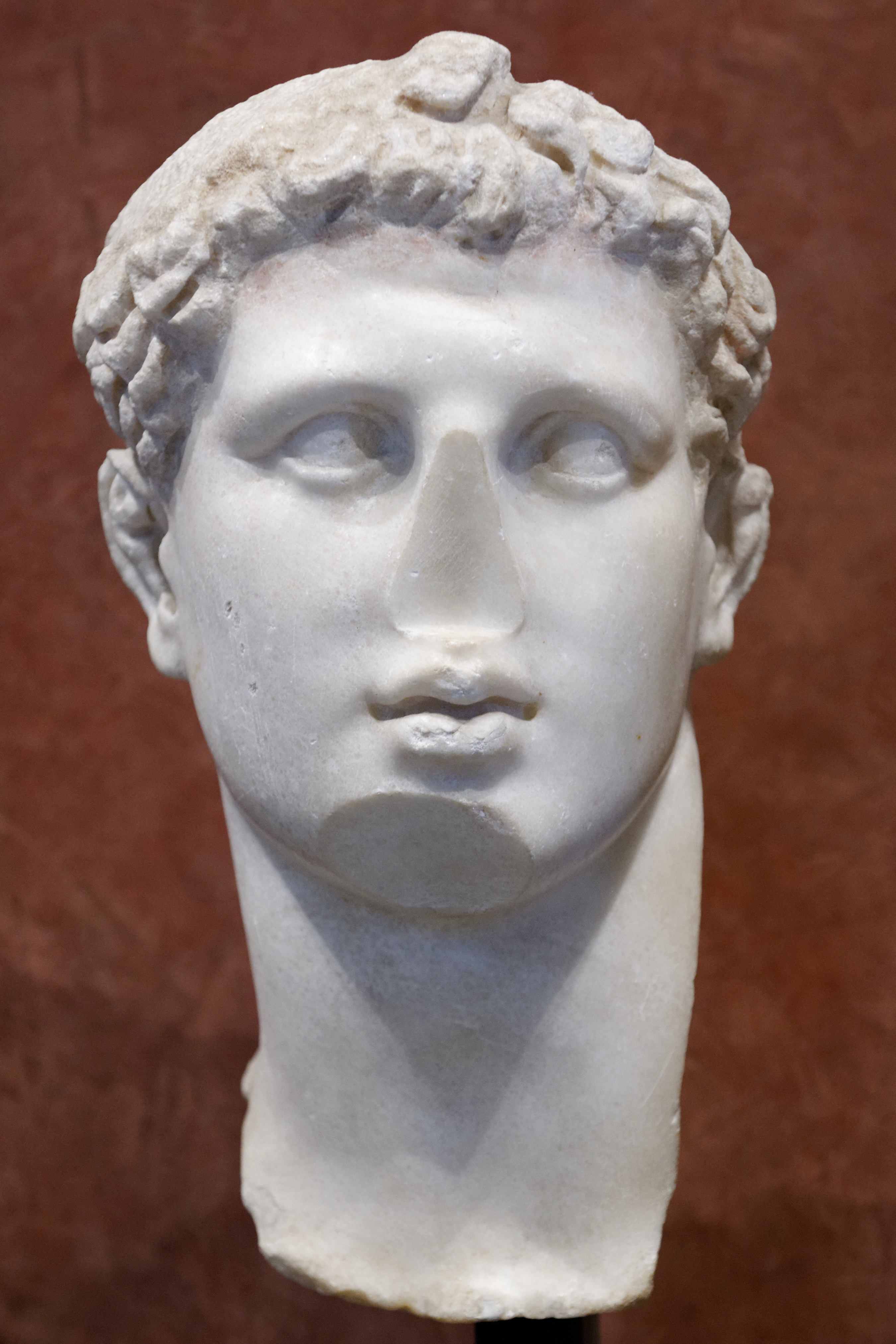
Ptolomeo VI.
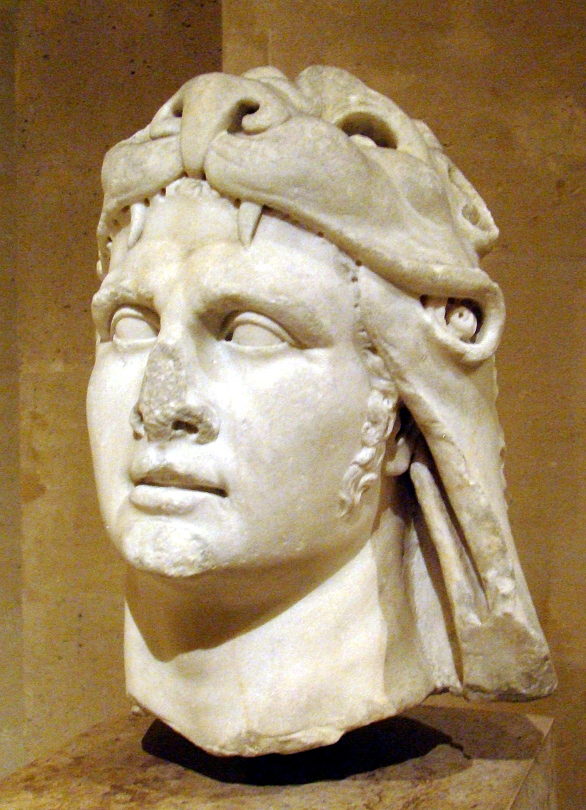
Mitrídates VI.